# Teleocichla prionogenys
Teleocichla prionogenys är en fiskart som beskrevs av Kullander, 1988. Teleocichla prionogenys ingår i släktet Teleocichla och familjen Cichlidae. Inga underarter finns listade i Catalogue of Life.